# Jaroslav Maren
Jaroslav Maren (Praag, 2 juli 1932) is een Tsjechisch componist, dirigent en fluitist.

## Levensloop
Maren studeerde muziektheorie, compositie, orkestdirectie en dwarsfluit aan het Conservatorium van Praag. Daar was zijn compositiedocent Václav Trojan, bij wie hij in 1956 zijn diploma behaalde. Hij werd fluitist in het stedelijk orkest van Ústí nad Labem en vervolgens militair muzikant. Nadat hij daar ontslag nam, werd hij eerste fluitist en later dirigent van het orkest van het Divadlo ABC (ABC theater) in Praag.
Hij was verder adviseur voor muziekuitgaven bij de Tsjechische muzikantenbond en later lector bij de Praagse muziekuitgeverij Panton. Verder werkte hij als vrije medewerker in de muziekafdeling bij diverse omroepmaatschappijen.
Naast een groot aantal bewerkingen schreef hij ook eigen werken voor orkest, harmonieorkest en kamermuziek.

## Composities

### Werken voor orkest
- Erinnerungen, voor althobo, harp en strijkers

### Werken voor harmonieorkest
- 1975 Capriccio, voor harmonieorkest
- 1990 Potkala jsem tě, ballade
- 1996 Intercity
- Die Polka lebt noch
- Nur immer lustig

### Kamermuziek
- 1990 Malá vánoční hudba (Kleine kerstmuziek), voor 2 dwarsfluiten en 3 klarinetten
- 1992 Remeniscentie - Erinnerung, voor blaasoctet
- Aldersbacher Kassationen, voor saxofoonkwartet
- Dudácká, voor hobo solo

## Publicaties
- Základy aranžování v zábavné hudbě, Praha : Středočes. kraj. kult. středisko, 1987. 118 p.